# Playa de Diani
Playa de Diani (en inglés: Diani Beach) es un gran resort de playa en la costa del Océano Índico de Kenia, 30 km al sur de Mombasa, en el condado de Kwale.
La playa tiene a unos 25 km de largo y llega hasta donde se une con la pequeña localidad de Ukunda que tiene una pequeña pista de aterrizaje. La zona es conocida por sus arrecifes de coral, la cercana Reserva nacional colinas de Shimba y sus monos colobos de colores negro y blanco (Colobus). Cuenta con restaurantes de primera categoría, hoteles y dos centros comerciales.
La playa de Diani es también un lugar popular para la práctica de kitesurf.